# Les Veuves
Pour plus de détails, voir Fiche technique et Distribution.
Les Veuves ou Veuves au Québec (Widows) est un film dramatique britannico-américain réalisé par Steve McQueen, sorti en 2018. Coécrit par McQueen et Gillian Flynn et basé sur la série télévisée britannique Widows, le film suit quatre femmes de Chicago qui tentent de voler cinq millions de dollars au domicile d'un politicien local en vue de rembourser un chef de la criminalité à qui deux millions de dollars ont été volés par leurs époux, tués dans leur fuite après le casse.
La distribution du long-métrage comprend Viola Davis, Michelle Rodriguez, Elizabeth Debicki et Cynthia Erivo, mais aussi Colin Farrell, Robert Duvall, Liam Neeson et Daniel Kaluuya. Distribué par la 20th Century Fox, Les Veuves est présenté en avant-première au Festival international du film de Toronto le 8 septembre 2018, avant de sortir en salles le 8 novembre 2018 au Royaume-Uni et le 16 novembre 2018 aux États-Unis. En France, après une avant-première française à la 9e édition du festival international du film de La Roche-sur-Yon, le film sort le 28 novembre 2018.
Bien que n'ayant pas obtenu de véritable succès commercial (76 millions $ de recettes mondiales pour un budget de 42 millions $), Les Veuves est largement acclamé par la critique, qui a salué la réalisation, le scénario et la performance des acteurs, en particulier ceux de Davis, Debicki et Kaluuya.

## Synopsis
Chicago. Alors qu'ils viennent de commettre un braquage chez le criminel Jamal Mannings en lui volant deux millions de dollars, le voleur de renom Harry Rawlings et son équipe sont tués dans une explosion lors d'une confrontation avec la police. La veuve de Rawlins, Veronica, reçoit la visite menaçante de Jamal, qui convoite le poste de conseiller municipal du South Side où il a comme adversaire Jack Mulligan, issu d'une famille de conseillers municipaux. Ayant besoin des deux millions pour financer sa campagne, Jamal contraint Veronica de réunir la somme en un mois. Un jour, elle découvre le carnet d'Harry contenant un plan détaillé d'un braquage pour un butin de cinq millions de dollars. Afin de mener à bien le plan pour rembourser la dette, Veronica prend contact avec Alice, Linda et Amanda, les trois veuves des complices de son défunt mari pour l'assister. Seules Alice et Linda viennent au lieu de rendez-vous. Alors qu'elle est chez Amanda pour lui parler, Veronica découvre la flasque qu'elle a offerte à Harry et conclut qu'il a une liaison avec Amanda et qu'il est le père du nouveau-né de la jeune femme. Veronica, dévastée, quitte les lieux. Cette dernière charge Alice d'acquérir une fourgonnette achetée lors d'une vente aux enchères et trois pistolets Glock. Linda, quant à elle, doit déchiffrer le plan. Grâce à son amant occasionnel avec qui elle entretient une relation transactionnelle, Alice identifie le projet comme un coffre-fort dans la maison de Jack Mulligan.
Lorsque le chauffeur des Rawlins, Bash, est assassiné par les hommes de Jamal, Linda engage Belle, la baby-sitter de ses enfants, qui travaille également comme esthéticienne. Tout en faisant des repérages pour le casse, Veronica se rend chez Mulligan, qui connaissait bien Harry, pour lui demander de le protéger de Jamal, en vain, tandis que Belle fait le tour des lieux pour trouver les caméras de surveillance et surveiller les gardes. Veronica acquiert le code dans le coffre-fort en faisant chanter le PDG de la société de sécurité des Mulligan, en utilisant les photos incriminantes laissées dans le cahier de Harry.
Le vol débute bien, quand tout à coup le père de Jack, Tom, sort de sa chambre et braque Veronica, Linda et Alice avec un revolver. Il tire sur Alice, la blessant grièvement à l'épaule, mais Linda retourne l'arme contre lui et le tue. Après avoir ouvert le coffre-fort, Veronica et son équipe s'emparent de l'argent et parviennent à s'enfuir. Mais elles sont suivies par Jatemme, le frère de Jamal, qui vole la fourgonnette où se trouve l'argent. Veronica et son groupe parviennent à la retrouver et foncent avec la voiture des Rawlings sur la fourgonnette, tuant Jatemme sur le coup. Après avoir récupéré le butin, le groupe se sépare, Linda emmène Alice aux urgences, tandis que Veronica retourne à la planque, quand tout à coup, elle a la surprise de retrouver Harry, bien vivant. Ce dernier, en cheville avec Jack, a simulé sa mort et fait tuer ses partenaires. Prêt à tout pour reprendre l'argent afin de refaire sa vie avec Amanda, Harry est tué par Veronica avant qu'il ne puisse l'abattre.
À la suite d'une vague de sympathie après la mort de son père, Jack remporte le poste de conseiller municipal. Linda rachète le magasin confisqué après la mort de son mari, qui avait d'énormes dettes, avec sa part du butin. Alice crée sa propre entreprise, tandis que Belle s'éloigne non sans avoir donné un peu d'argent à son ancienne patronne. Vu que Manning n'est plus une menace, Veronica fait don de la majeure partie de sa part à la rénovation de la bibliothèque de l'école, qui portera le nom de son fils, abattu par un policier lors d'un banal contrôle routier, pour lui rendre hommage. Dans un restaurant, Alice croise Veronica. Elles s’ignorent d’abord, mais Veronica accueille chaleureusement Alice à l’extérieur.

## Fiche technique
- Titre français : Les Veuves
- Titre québécois : Veuves
- Titre original : Widows
- Réalisation : Steve McQueen
- Scénario : Steve McQueen et Gillian Flynn, d'après les personnages de la série TV britannique Widows de Lynda La Plante
- Musique : Hans Zimmer
- Direction artistique : Heather Ratliff
- Décors : Adam Stockhausen
- Costumes : Jenny Eagan
- Photographie : Sean Bobbitt
- Son : Scott D. Smith
- Montage : Joe Walker
- Production : Steve McQueen, Iain Canning et Emile Sherman
- Sociétés de production : Regency Enterprises, Film4 Productions et See-Saw Films
- Société de distribution : 20th Century Fox
- Pays de production :  Royaume-Uni,  États-Unis
- Langue originale : anglais (avec quelques dialogues en espagnol et polonais)
- Format : couleur — 35 mm — 2,39:1 — son Dolby Atmos
- Genre : drame, thriller
- Durée : 129 minutes
- Dates de sortie :
  - Royaume-Uni : 6 novembre 2018
  - États-Unis : 16 novembre 2018
  - France : 28 novembre 2018
- Classification : R (Restricted) (États-Unis), tous publics avec avertissement[2] (France)

## Distribution
- Viola Davis (VF : Virginie Emane ; VQ : Johanne Garneau) : Veronica Rawlings
- Michelle Rodríguez (VF : Géraldine Asselin ; VQ : Camille Cyr-Desmarais) : Linda Perelli
- Elizabeth Debicki (VF : Déborah Perret ; VQ : Marie Bernier) : Alice Gunner
- Cynthia Erivo (VF : Sara Martins ; VQ : Aurélie Morgane) : Belle
- Colin Farrell (VF : Boris Rehlinger ; VQ : Martin Watier) : Jack Mulligan
- Brian Tyree Henry (VF : Namakan Koné ; VQ : Martin Desgagné) : Jamal Manning
- Daniel Kaluuya (VF : Jean-Baptiste Anoumon ; VQ : Gabriel Lessard) : Jatemme Manning
- Jacki Weaver (VF : Christine Delaroche ; VQ : Chantal Baril) : Agnieska
- Carrie Coon (VF : Juliette Degenne ; VQ : Marika Lhoumeau) : Amanda Nunn
- Robert Duvall (VF : Michel Ruhl ; VQ : Guy Nadon) : Tom Mulligan
- Liam Neeson (VF : Frédéric van den Driessche ; VQ : Éric Gaudry) : Harry Rawlings
- Jon Michael Hill (VF : Daniel Njo Lobé ; VQ : Hugolin Chevrette-Landesque) : Révérend Wheeler
- Garret Dillahunt (VF : Vincent Ropion) : Bash
- Manuel Garcia-Rulfo (VF : Benjamin Penamaria ; VQ : Frédérik Zacharek) : Carlos Perelli
- Jon Bernthal (VF : Jérôme Pauwels ; VQ : Patrick Chouinard) : Florek Gunner
- Coburn Goss (VQ : Louis-Philippe Dandenault) : Jimmy Nunn
- Molly Kunz (VF : Nadine Girard ; VQ : Sarah-Anne Parent) : Siobhan
- Michael J. Harney (VQ : Benoît Rousseau) : sergent Fuller
- Lukas Haas (VF : Mathieu Delarive ; VQ : Guillaume Champoux) : David
- Matt Walsh : Ken
- Kevin J. O'Connor (VF : Luc-Antoine Diquéro ; VQ : Frédéric Desager) : Bobby Welsh
- Adepero Oduye (VF : Déborah Claude) : Breechelle
- Stephen Eugene Walker (VF : Swan Demarsan) : McRoberts
- Josiah Sheffie (VF : Jhos Lican) : Marcus
- Ann Mitchell (en) : Mrs. Nunn
- Chuck Inglish : Darius
- Sir Michael Rocks : Malik

Acteurs principaux
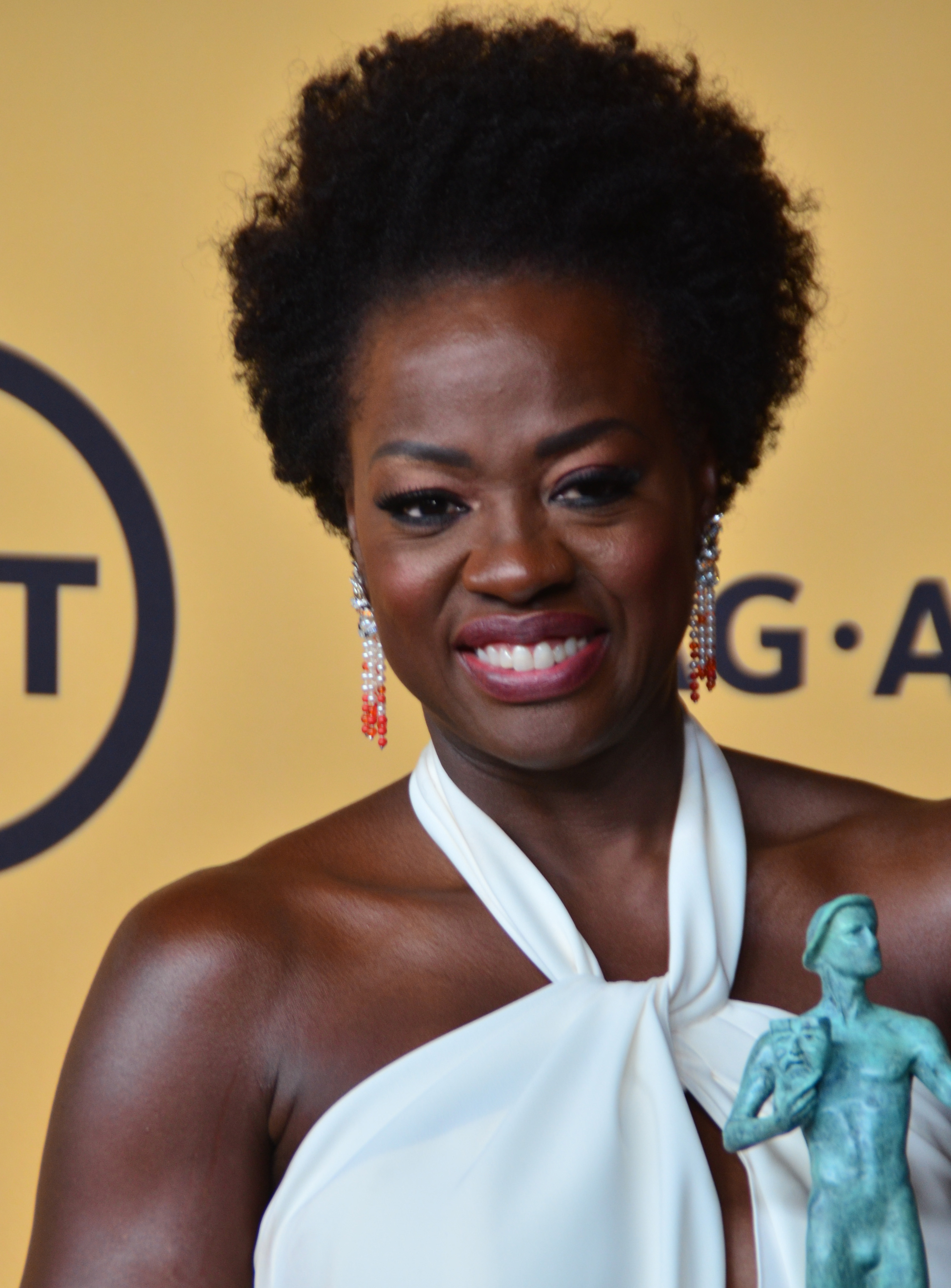
Viola Davis
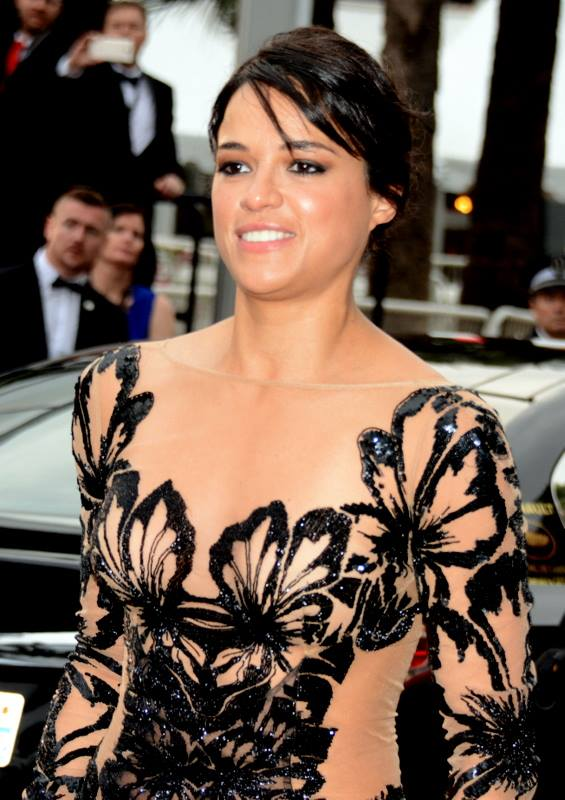
Michelle Rodríguez
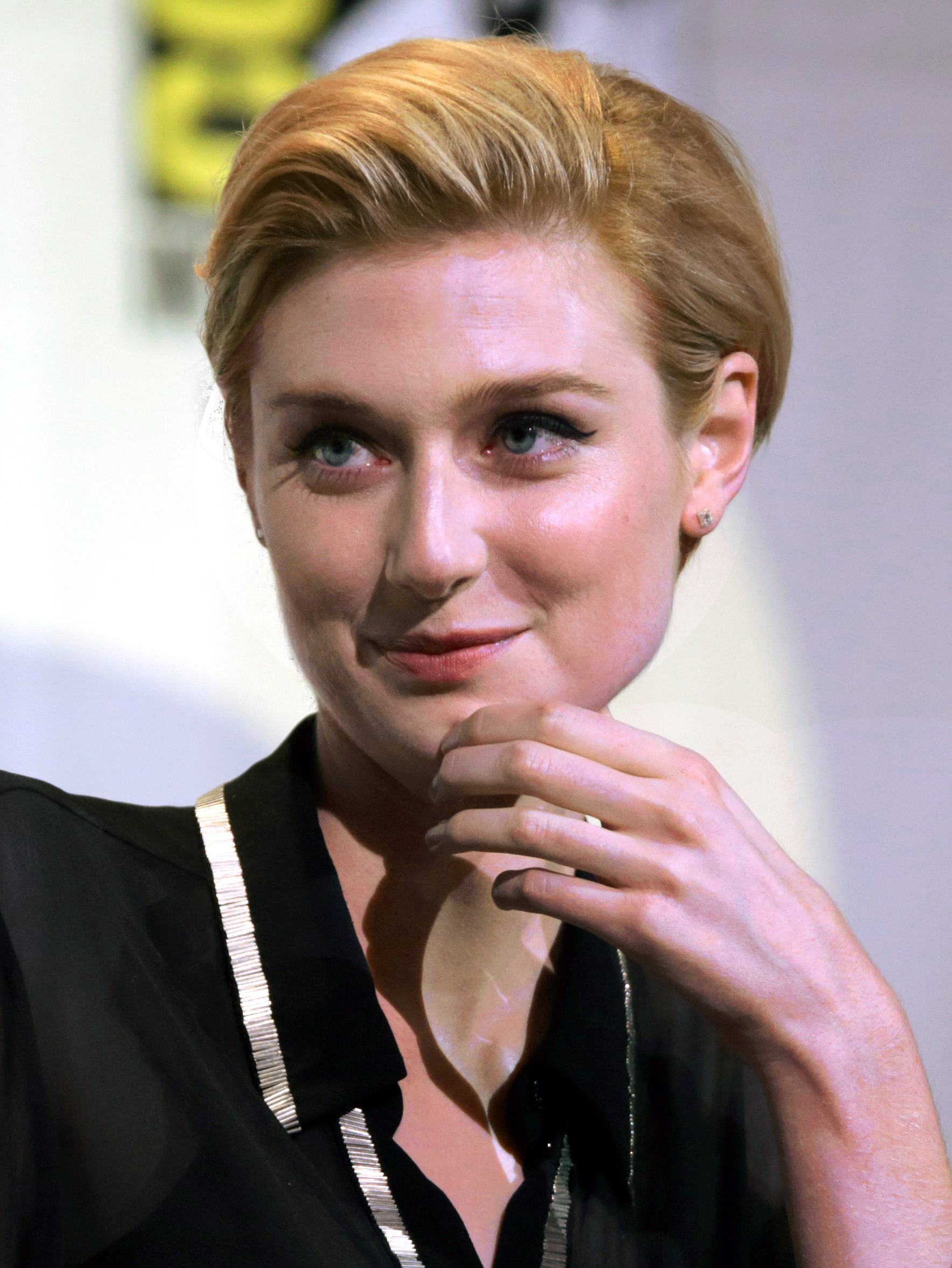
Elizabeth Debicki
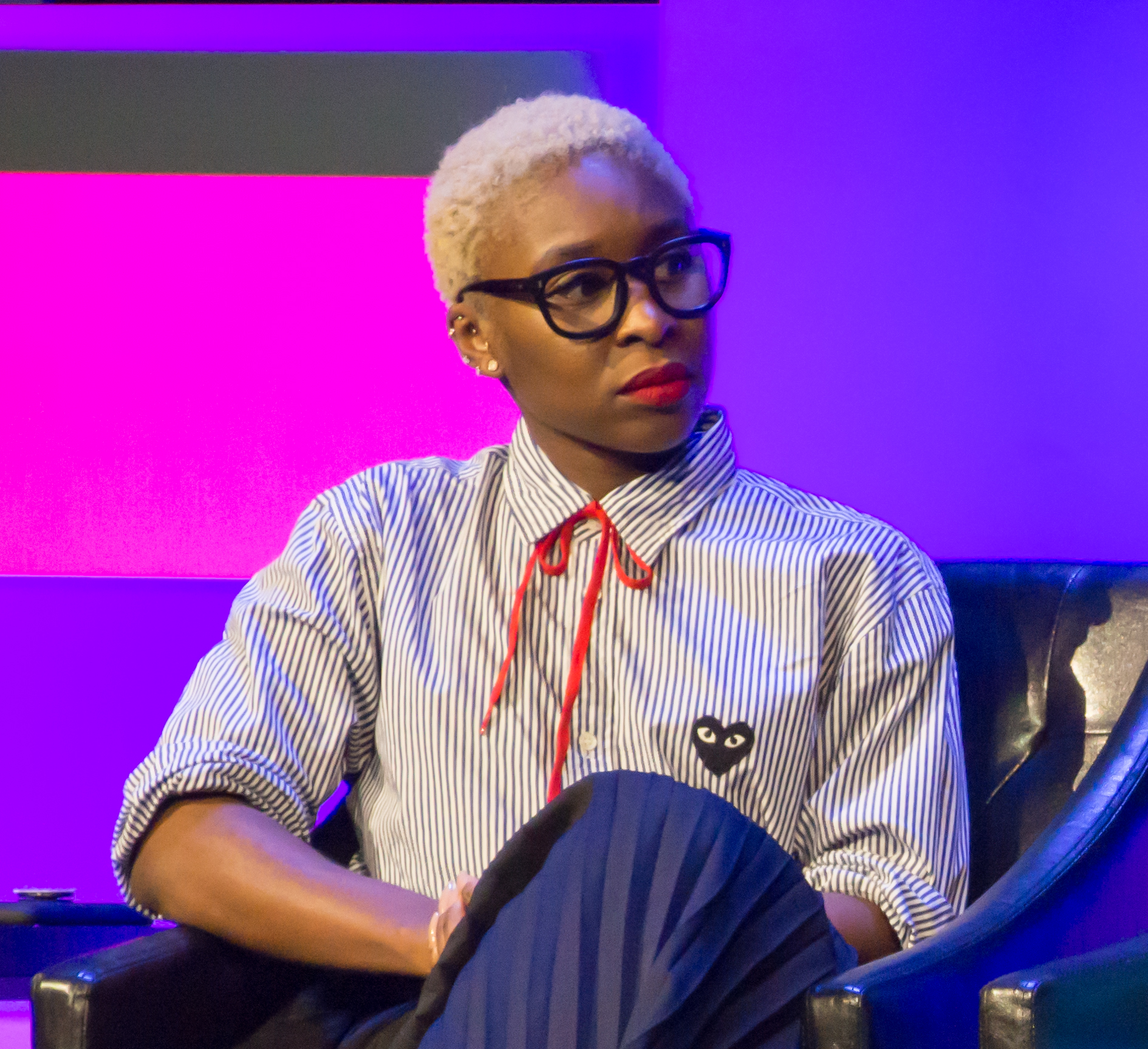
Cynthia Erivo
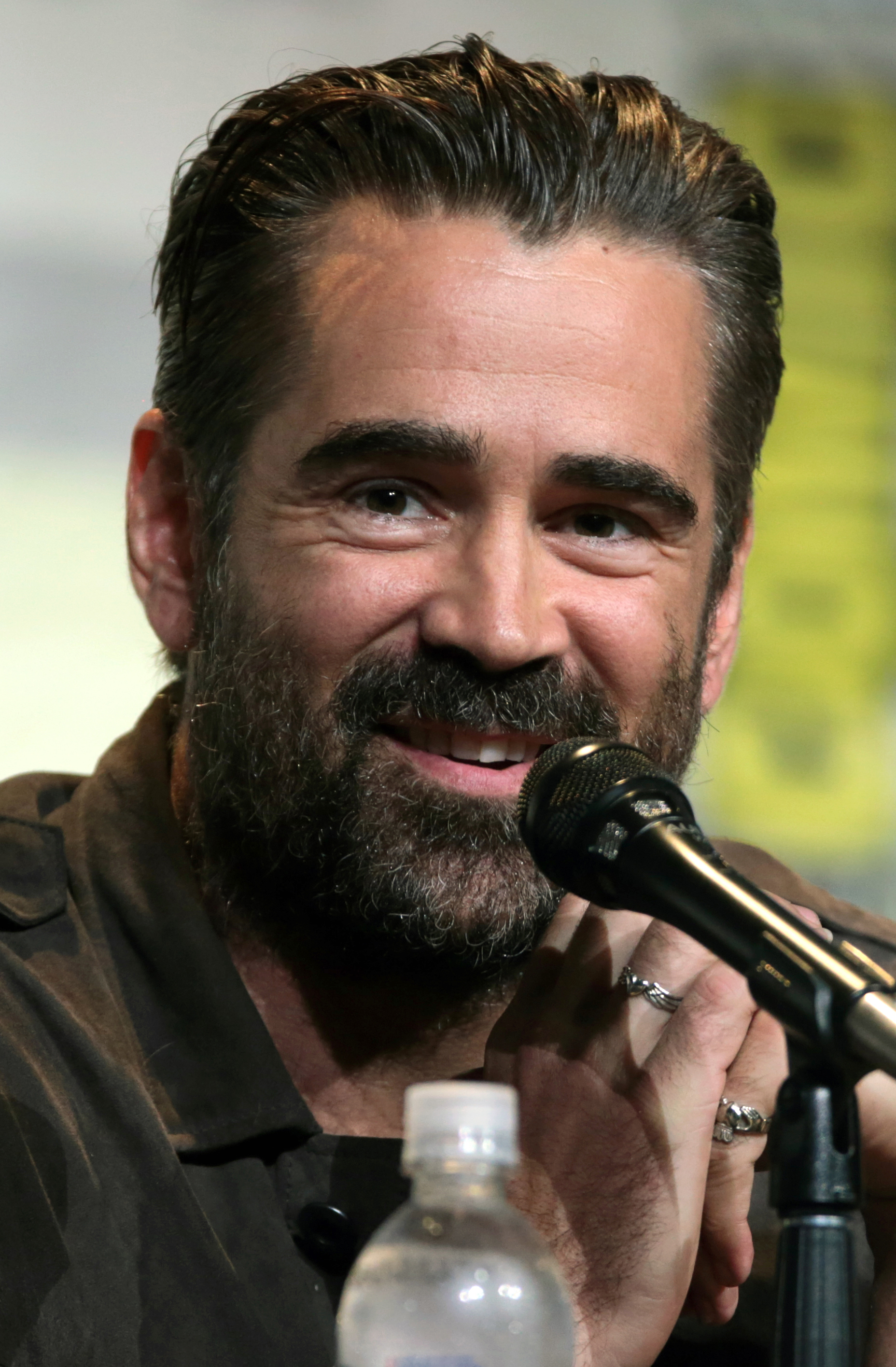
Colin Farrell
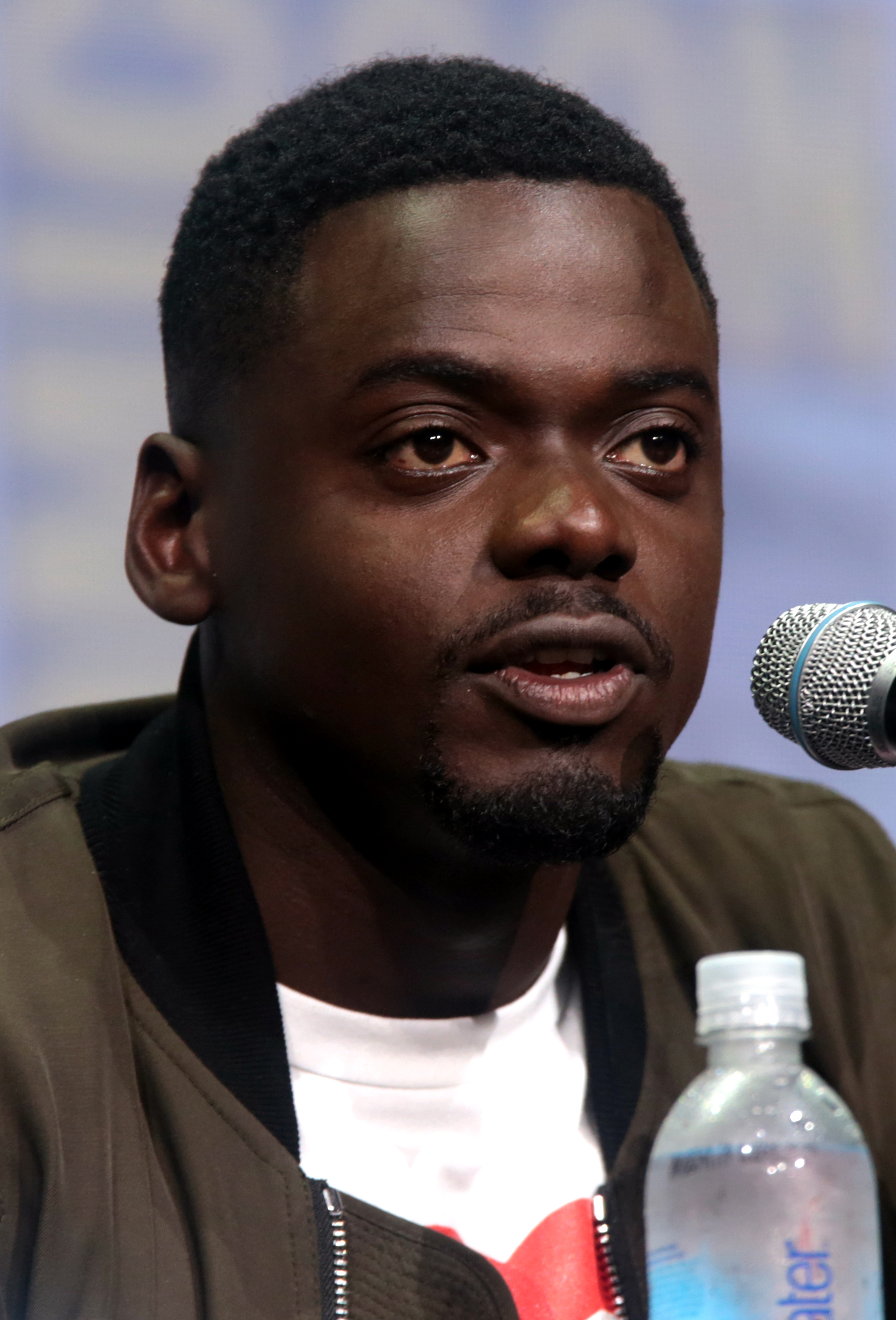
Daniel Kaluuya
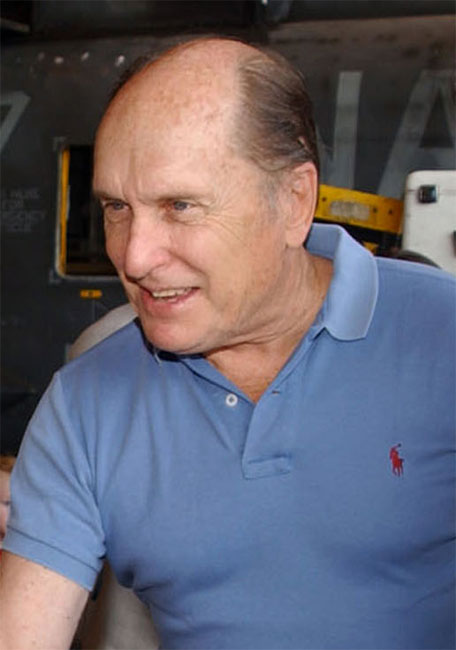
Robert Duvall
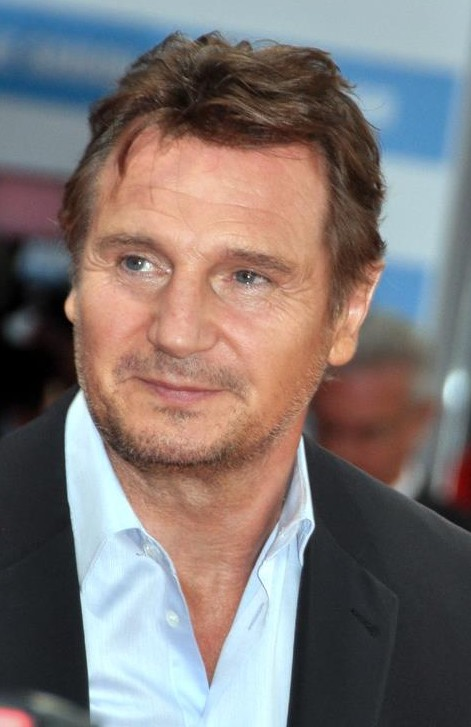
Liam Neeson

- Version française
  - Société de doublage : Dubbing Brothers
  - Direction artistique : Barbara Tissier
  - Adaptation : Marion Bessay

 Source et légende : version française (VF) sur RS Doublage  et DVD Zone 2; version québécoise (VQ) sur Doublage.qc.ca

## Production

### Genèse et développement

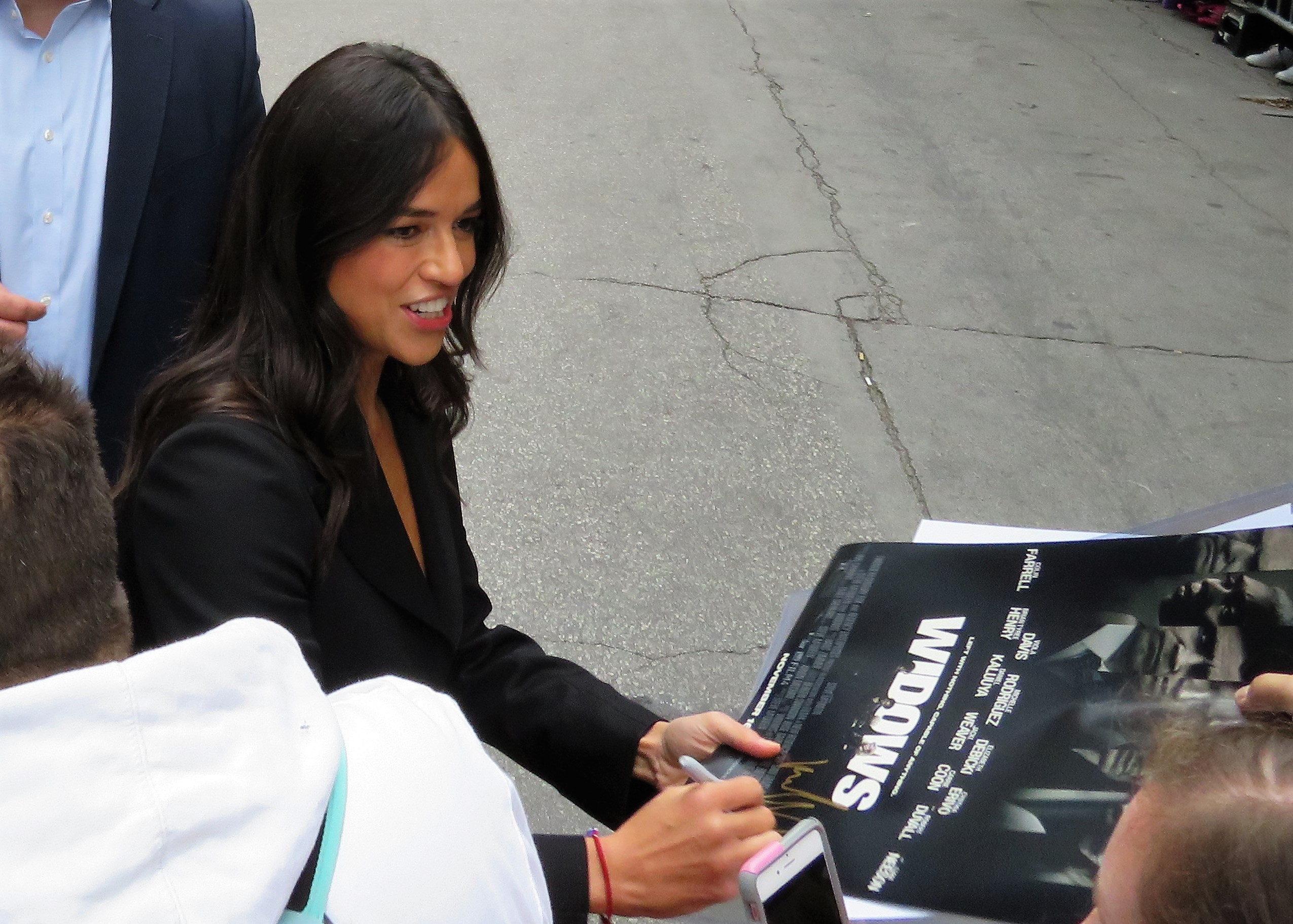
L'actrice Michelle Rodríguez, à l'avant-première du film au TIFF 2018.

En mars 2015, il est annoncé que l'écrivaine Gillian Flynn, célèbre pour son roman Les Apparences adapté au cinéma par David Fincher sous le nom de Gone Girl, a écrit un scénario basé sur la série TV britannique Widows, inédite en France, et que le cinéaste Steve McQueen, coscénariste, est attaché au projet pour le réaliser.

### Attribution des rôles
En septembre 2016, Viola Davis est la première à rejoindre le casting, suivie de Cynthia Erivo en novembre 2016 et de Michelle Rodríguez et d'Elizabeth Debicki en février 2017,.
En mars 2017, Liam Neeson est engagé pour jouer le mari de Viola Davis, suivi de Colin Farrell dans le rôle d'un politicien et de Robert Duvall dans celui de son père.
André Holland et Daniel Kaluuya complètent le casting,. En mai et juin 2017, le casting s'étoffe avec l'arrivée de Garret Dillahunt, Jacki Weaver et Carrie Coon,,.
Michelle Rodríguez et Colin Farrell se retrouvent quinze ans plus tard après SWAT : Unité d'élite en 2003. Daniel Kaluuya et Jon Bernthal se retrouvent trois ans après Sicario en 2015.

## Sortie

### Accueil critique
Dans les pays anglophones, Les Veuves est acclamé par la critique. Sur le site Rotten Tomatoes, le film obtient un taux d'approbation de 91% pour 377 critiques collectées, tandis qu'il obtient un score de 84/100 sur le site Metacritic, pour 57 critiques collectées et la mention « universal acclaim » (acclamation universelle).
En France, le site agrégateur Allociné propose une moyenne de 3,7/5 pour les critiques de la presse.
L'accueil de la presse est en effet plutôt positif. Emballés, Les Inrockuptibles évoquent « un film de casse au féminin astucieux et stylé. ». Pour Le Parisien, « Époustouflant, réalisé de main de maître par Steve McQueen (Twelve Years a Slave), le film doit aussi beaucoup à ses comédiens, notamment à Viola Davis, la star de la série Murder. » Pas du tout convaincu, Libération écrit : « Tout était réuni pourtant pour faire une proto-série premium de haute volée  [...]. Mais pour une raison qu’on ignore, McQueen ne parvient jamais à dégager un ton qui lui soit propre ni à choisir un point de vue pour l’histoire qu’il s’échine à nous raconter. »

### Box-office
Les Veuves sort aux États-Unis dans 2 803 salles le 16 novembre 2018. Selon les estimations, le film devait rapporter entre 12 et 18 millions $ de recettes au cours de son week-end d'ouverture, mais réalise finalement un démarrage décevant au box-office avec 12 361 307 $ de recettes, ce qui lui vaut de se positionner en cinquième place lors de son premier week-end d'exploitation. Selon Deadline Hollywood, les débuts modestes au box-office sont dus à un « manque urgent » de publicité et que le studio n’aurait pas dû compter uniquement sur les bonnes critiques pour vendre le film. D'autres publications, notamment Business Insider, a déclaré que le film aurait dû être sorti en dehors de la période occupée de novembre et que le marketing perçu destiné à un public spécifiquement afro-américain et sa cote R limitaient l'attrait du film. Après quatorze semaines en salles, le film finit son exploitation avec 42 402 632 $.
À l'international, Les Veuves récolte 33 582 068 $ de recettes et réalise son meilleur score au Royaume-Uni (8,3 millions $), où sorti quelques jours avant les États-Unis, il a démarré à la troisième place du box-office le premier week-end d'exploitation, suivi par la France, où il frôle les 3 millions de $ de recettes.
En France, le film sort le 28 novembre 2018 dans 270 salles. Pour sa première semaine à l'affiche, le long-métrage affiche 210 256 entrées, considéré comme un démarrage solide mais pas impressionnant. Les résultats en fin d'exploitation (plus de 482 000 entrées) sont en deçà des prévisions qui voyaient Les Veuves finir son exploitation entre 500 000 et 600 000 entrées.
| Pays ou région        | Box-office        | Date d'arrêt du box-office | Nombre de semaines |
| --------------------- | ----------------- | -------------------------- | ------------------ |
| États-Unis            | 42 402 632 $      | 21 février 2019            | 14                 |
| France                | 482 005 entrées   | 1er mars 2019              | 9                  |
| Allemagne             | 141 260 entrées   | 16 décembre 2018           | 2                  |
| Italie                | 192 520 entrées   | 16 décembre 2018           | 5                  |
| Espagne               | 329 723 entrées   | 6 janvier 2019             | 6                  |
| Royaume-Uni           | 811 172 entrées   | 3 février 2019             | 13                 |
| Total hors États-Unis | +033 582 068, USD | 19 février 2019            | 13                 |
| Total mondial         | +075 984 700, USD | 21 février 2019            | 14                 |

## Sortie vidéo
Le film sort en DVD, Blu-ray et 4K Ultra HD le 3 avril 2019 chez 20th Century Fox.